# Резерфорд (лунный кратер)
Кратер Резерфорд (лат. Rutherford), не путать с лунным кратером Резерфурд (лат. Rutherfurd), а также с кратером Резерфорд на Марсе, — небольшой молодой ударный кратер в северном полушарии обратной стороны Луны. Название присвоено в честь британского физика Эрнеста Резерфорда (1871—1937) и утверждено Международным астрономическим союзом в 1976 г. Образование кратера относится к коперниковскому периоду.

## Описание кратера
Ближайшими соседями кратера являются кратер Ветчинкин на западе-юго-западе; кратер Хофмейстер на севере; кратер Глаубер на востоке-северо-востоке; кратер Менделеев на юго-востоке и кратер Бергман на юге. Селенографические координаты центра кратера 10°34′ с. ш. 137°05′ в. д. / 10,56° с. ш. 137,09° в. д., диаметр 16,0 км, глубина 2,1 км.
Кратер Резерфорд имеет грушевидную форму, образованную по всей вероятности слиянием двух кратеров и практически не разрушен. Вал четко очерчен, гладкий внутренний склон спускается к небольшому участку плоского дна.

## Сателлитные кратеры
Отсутствуют.